# Bezirk Brzozów

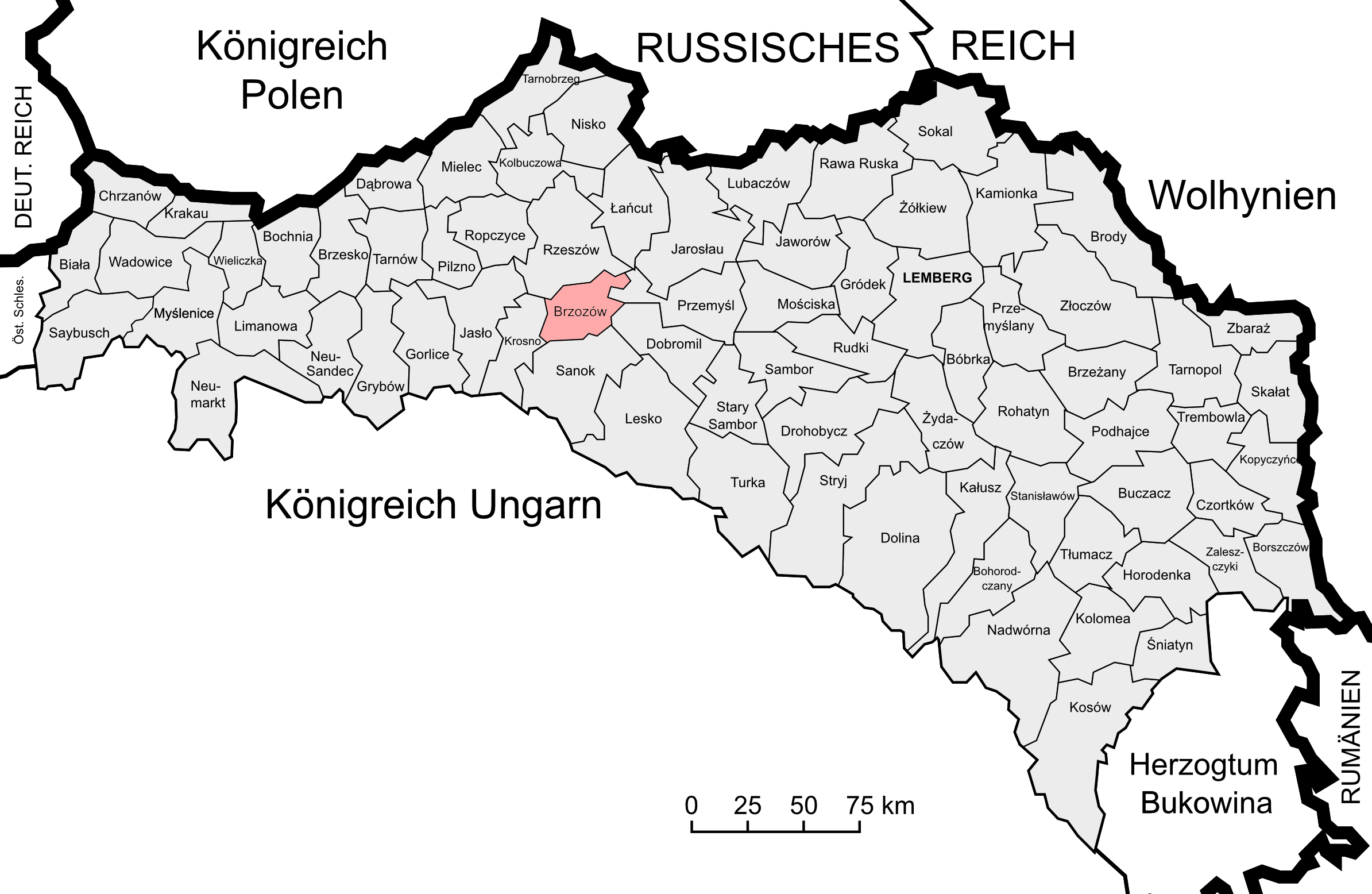
Lage des Bezirks Brzozów im Kronland Galizien und Lodomerien

Der Bezirk Brzozów war ein politischer Bezirk im Kronland Galizien und Lodomerien. Sein Gebiet umfasste Teile Ostgaliziens im heutigen Polen (Powiat Brzozów), Sitz der Bezirkshauptmannschaft war die Stadt Brzozów. Nach dem Ersten Weltkrieg musste Österreich den gesamten Bezirk an Polen abtreten, hier sind große Teile heute im Powiat Brzozowski zu finden.
Er grenzte im Norden an den Bezirk Rzeszów, im Osten an den Bezirk Przemyśl, im Südosten an den Bezirk Dobromil, im Süden an den Bezirk Sanok, im Westen an den Bezirk Krosno sowie im Nordwesten an den Bezirk Strzyżów.

## Geschichte
Nachdem die Kreisämter Ende Oktober 1865 abgeschafft wurden und deren Kompetenzen auf die Bezirksämter übergingen, schuf man nach dem Österreichisch-Ungarischen Ausgleich 1867 auch die Einteilung des Landes in zwei Verwaltungsgebiete ab. Zudem kam es im Zuge der Trennung der politischen von der judikativen Verwaltung zur Schaffung von getrennten Verwaltungs- und Justizbehörden. Während die gerichtliche Einteilung weitgehend unberührt blieb, fasste man Gemeinden mehrerer Gerichtsbezirke zu Verwaltungsbezirken zusammen. 
Der neue politische Bezirk Brzozów wurde aus folgenden Bezirken gebildet:
- Bezirk Brzozów (mit 24 Gemeinden)
- Bezirk Dubiecko (mit 41 Gemeinden)
- Teilen des Bezirks Strzyżów (Gemeinden Baryz, Gwoźnica Dolna, Gwoźnica Górna, Lutcza und Zyżnów)

Der Bezirk Brzozów bestand bei der Volkszählung 1910 aus 66 Gemeinden sowie 46 Gutsgebieten und umfasste eine Fläche von 1193 km². Hatte die Bevölkerung 1900 noch 78.694 Menschen umfasst, so lebten hier 1910 81.409 Menschen. Auf dem Gebiet lebten dabei mehrheitlich Menschen mit polnischer Umgangssprache (88 %) und römisch-katholischem Glauben, Juden machten rund 7 % der Bevölkerung aus.

## Ortschaften
Auf dem Gebiet des Bezirks bestand 1900 Bezirksgerichte in Brzozów und Dynów, diesen waren folgende Orte zugeordnet:
Gerichtsbezirk Brzozów:
- Barycz
- Blizne
- Stadt Brzozów
- Buków
- Domaradz
- Dydnia bestehend aus den Ortsteilen Dydnia und Wola Dydniańska
- Golcowa
- Górki
- Grabówka
- Grabownica Starzeńska
- Haczów
- Hroszówka
- Humniska
- Izdebki
- Jabłonica Polska
- Jabłonica Ruska
- Jabłonka
- Markt Jasienica
- Jasionów
- Końskie
- Krzemienna
- Krzywe
- Malinówka
- Niebocko
- Niewistka
- Obarzym
- Orzechówka bestehend aus den Ortsteilen Orzechówka und Wola Orzechowska
- Przysietnica
- Stara Wieś
- Temeszów
- Trześniów
- Turze Pole
- Ulucz
- Witryłów
- Wola Jasienicka
- Wyzdrna
- Wzdów
- Zmiennica

Gerichtsbezirk Dynów:
- Bachórz bestehend aus den Ortsteilen Bachórz und Chodorówka
- Bartkówka
- Dąbrówka Starzeńska
- Dylągowa
- Stadt Dynów
- Harta bestehend aus den Ortsteilen Harta und Lipnik
- Hłudno
- Laskówka
- Łubno
- Nozdrzec
- Pawłokoma
- Poręby bestehend aus den Ortsteilen Huty, Jasionów und Poręby
- Przedmieście Dynowskie bestehend aus den Ortsteilen Igioza und Przedmieście Dynowskie
- Siedliska
- Ulanica
- Wara
- Wesoła bestehend aus den Ortsteilen Magierów, Ujazdy und Wesoła
- Wołodź bestehend aus den Ortsteilen Wola Wołodzka und Wołodź